# Anni Bjørn
Anni Bjørn (født 23. april 1956) er en dansk skuespiller.
Hun er uddannet fra The Drama Studio of London i Berkeley, USA.

## Filmografi
- Kærlighedens smerte (1992)
- Anton (1995)
- At kende sandheden (2002)
- 2 ryk og en aflevering (2003)
- Brutal Incasso (2005)
- Krokodillerne (2006)

## Tv-serier
- Frank Molino (2008)